# جون براكن
جون براكن هو كاتب وسياسي كندي، ولد في 22 يونيو 1883 في ليدز آند ذي ثاوزند ايلندز في كندا، وتوفي في 18 مارس 1969 في أوتاوا في كندا. نشط حزبياً في Progressive Party of Manitoba ‏ والحزب الكندي التقدمي المحافظ.

## مناصب
- انتخب عضو مجلس العموم الكندي عن دائرة Neepawa (electoral district) [الإنجليزية]‏ (11 يونيو 1945 – 27 يونيو 1949).
- انتخب زعيم المعارضة الرسمية [الإنجليزية]‏ (11 يونيو 1945 – 21 يوليو 1948).
- انتخب member of the Legislative Assembly of Manitoba ‏ (5 أكتوبر 1922 – 14 يناير 1943).
- انتخب Premier of Manitoba [الإنجليزية]‏ (8 أغسطس 1922 – 14 يناير 1943).